# Arganza

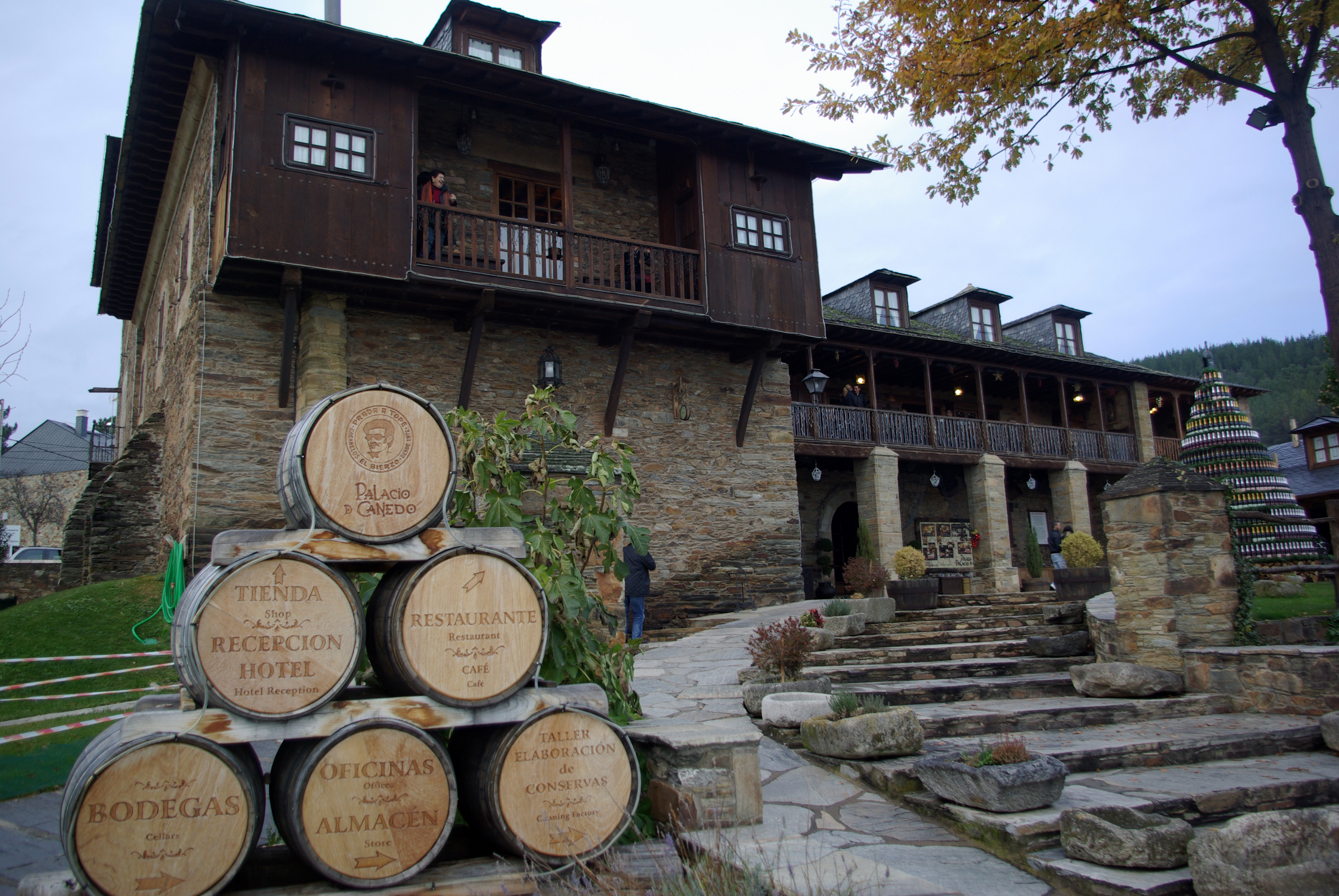
Palacio de Canedo, Arganza

Arganza is een gemeente in de comarca El Bierzo van de Spaanse provincie León in de autonome regio Castilië en León met een oppervlakte van 39,99 km². Arganza telt 858 inwoners (1 januari 2016).